# Flughafen Dali

i8
i11
i13
Dali Airport (chinesisch 大理机场, auch Dali Huangcaoba Airport (chinesisch 大理荒草坝机场) oder Xiaguan Airport (chinesisch 下关机场), IATA-Code: DLU, ICAO-Code: ZPDL) ist ein Flughafen in Dali, Provinz Yunnan, China. Der 1995 eröffnete und schrittweise erweiterte Flughafen befindet sich südöstlich vom Erhai-See im Kreis Fengyi und ist dreizehn km vom Stadtzentrum (Xiaguan) entfernt auf einer Höhe von 2150 Meter über dem Meeresspiegel. Das Flughafengelände umfasst 168 Hektar, davon entfallen 4200 m² auf die Terminal-Gebäude. Das Flugvorfeld verfügt über vier Parkpositionen und 4,8 Hektar Fläche.

## Fluggesellschaften und Flugziele
Die Flugzeit nach Kunming beträgt 20 Minuten; nach Xishuangbanna 25 Minuten.
- China Eastern Airlines (Kunming)
- China Southern Airlines (Kunming, Guangzhou)
- Lucky Air (Kunming, Xishuangbanna)